# Daniel Wyder
Pour les articles homonymes, voir Wyder.
Daniel Wyder, né le 15 février 1962 à Wädenswil, est un coureur cycliste suisse. Professionnel de 1984 à 1992, il a notamment été champion du monde de la course aux points en 1988.

## Palmarès sur route

### Par année
- 1980
  -  Champion de Suisse sur route juniors
- 1981
  - Tour du Jura
- 1983
  - Ronde de l'Isard d'Ariège
  - Prologue, 2e et 4e étapes du Tour du Roussillon
  - Rund Um die Rigi
  - 3e du championnat de Zurich amateurs
- 1984
  - Tannenberg-Rundfahrt
- 1986
  - 2e du Circuit de la Sarthe
- 1987
  - 3e de la Vuelta a Lloret del Mar
  - 3e de Visp-Grächen
- 1988
  - 2e du Grand Prix de Lugano
- 1989
  - Bienne-Magglingen
  - 7e du Tour de Suisse
- 1990
  - Tour des Amériques[1] :
    - Classement général
    - 1rea étape (contre-la-montre)
- 1991
  - Kaistenberg Rundfahrt
- 1992
  - 1reb étape du Grand Prix Brissago (contre-la-montre)
  - 3e du Grand Prix Brissago

### Résultats sur le Tour d'Italie
6 participations
- 1984 : 80e
- 1985 : 73e
- 1987 : 72e
- 1988 : 58e
- 1990 : abandon (15e étape)
- 1991 : 87e

## Palmarès sur piste

### Championnats du monde
- Gand 1988
  -  Champion du monde de la course aux points

### Championnats nationaux
- 1988
  -  Champion de Suisse de poursuite